# Fehértönkű pókhálósgomba
A fehértönkű pókhálósgomba (Cortinarius mucosus) a pókhálósgombafélék családjába tartozó, Európa és Észak-Amerika fenyőerdeiben honos, ehető gombafaj.

## Megjelenése
A fehértönkű pókhálósgomba kalapja 3-8 cm széles, alakja kezdetben domború, később majdnem laposan kiterül, közepe kissé bemélyedhet. Színe okker-, arany- vagy narancsbarna, olykor gesztenyebarna; közepe sötétebb árnyalatú. Széle sokáig begöngyölt marad. Felülete nedvesen igen nyálkás.
Húsa fehéres színű, enyhe, édeskés ízű.
Közepesen sűrűn álló lemezei tönkhöz nőttek- Színük krémszínű vagy okkeres, idősen rozsdabarnák lesznek; fiatalon nyálkás, pókhálószerű vélum fedi őket.
Tönkje 5-10 cm magas és 1-2,5 cm vastag. Alakja hengeres vagy tövénél elvékonyodó. Színe fehéres, a spórák érésével barnás lesz. Fiatalon nyálkás vélummaradvány borítja, amely idővel lekopik. 
Spórapora rozsdabarna. Spórája elliptikus vagy keskeny mandula formájú, szemcsés felületű, mérete 10-14 x 5,5-7 µm.

### Hasonló fajok
Hasonlít hozzá az epeízű pókhálósgomba és a kéklemezű pókhálósgomba.

## Elterjedése és termőhelye
Európában és Észak-Amerikában honos. Magyarországon helyenként nem ritka. 
Savanyú talajú fenyvesekben, kéttűs fenyők alatt található meg. Júliustól októberig terem.

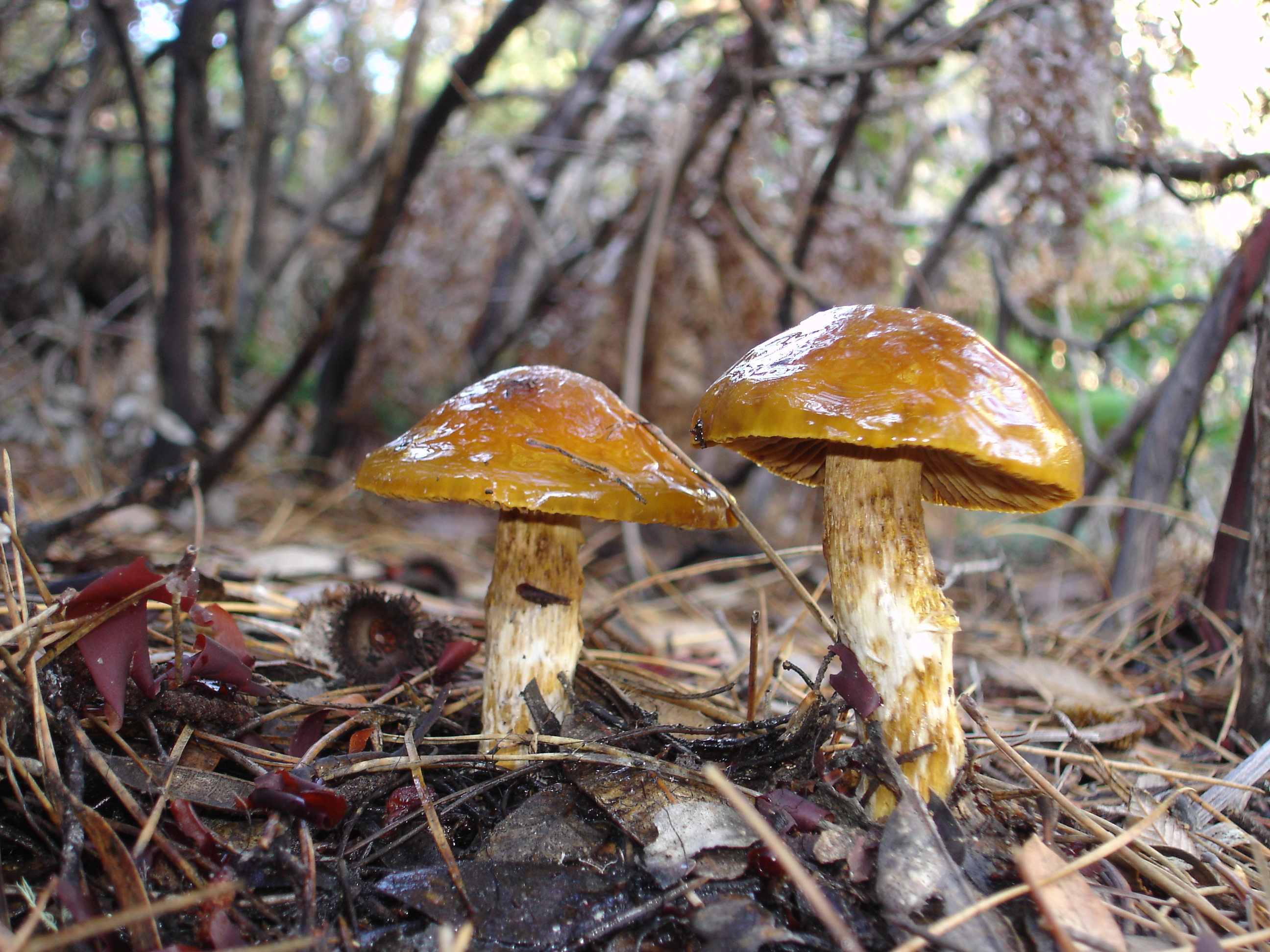
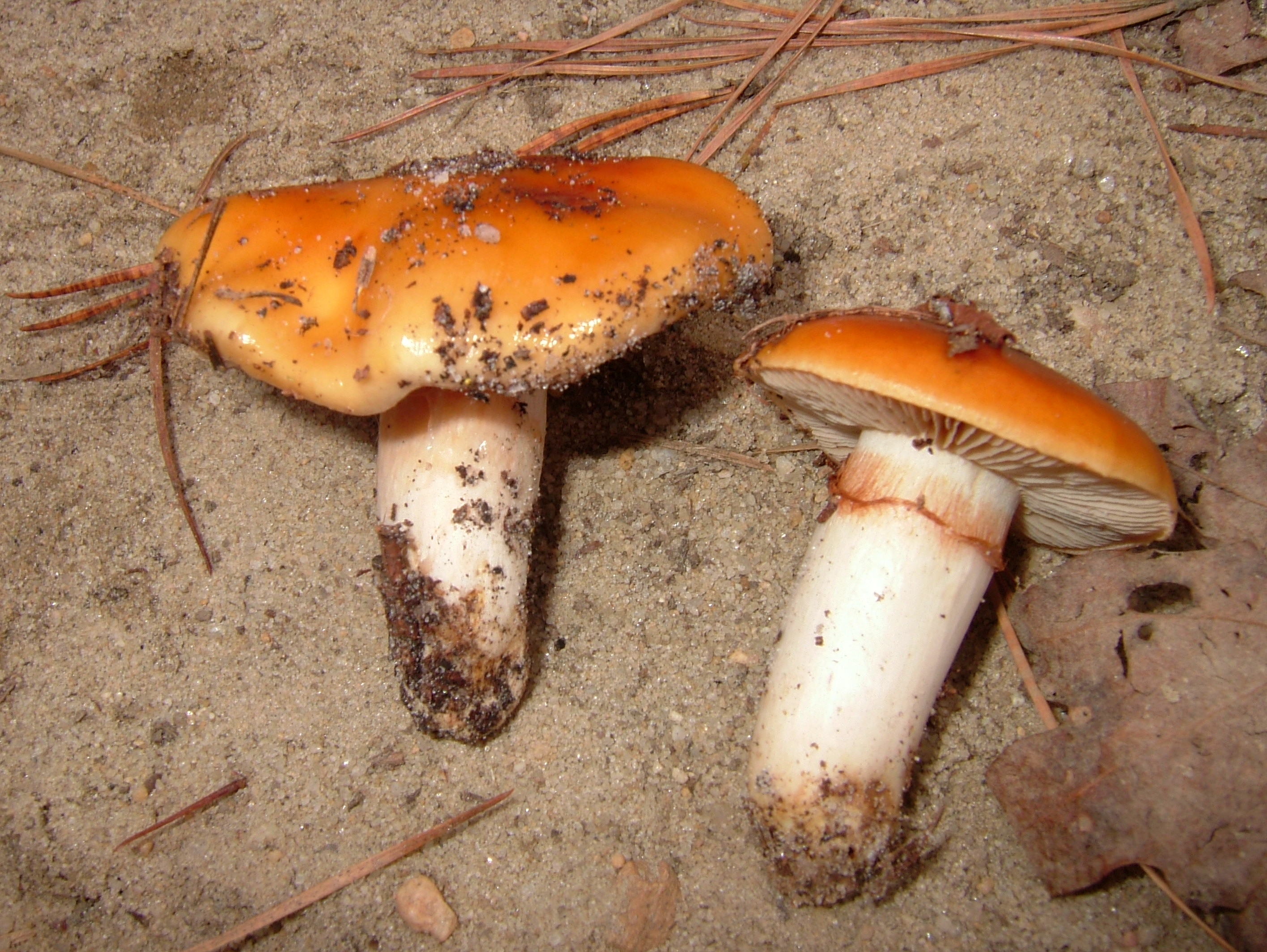
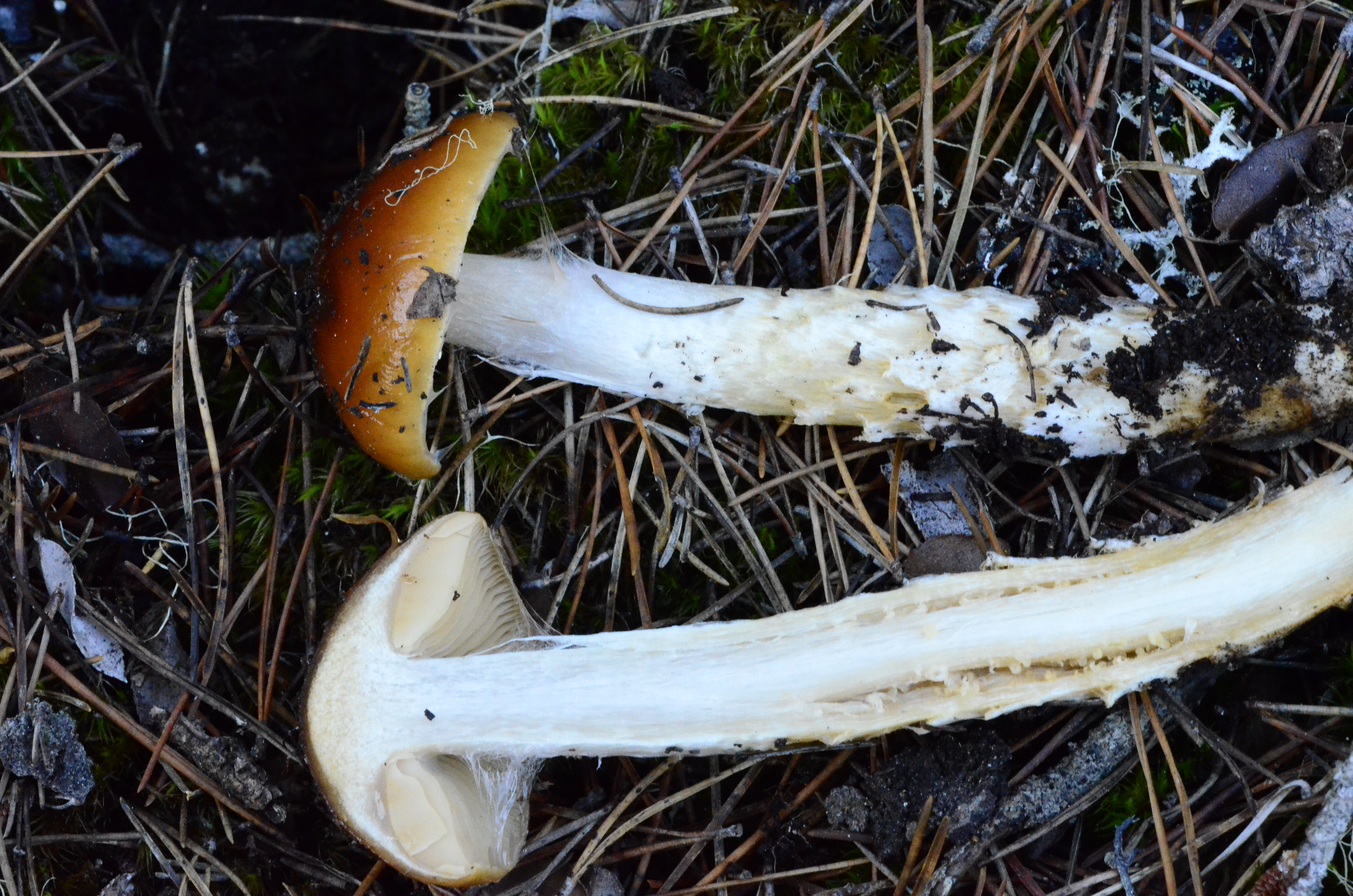
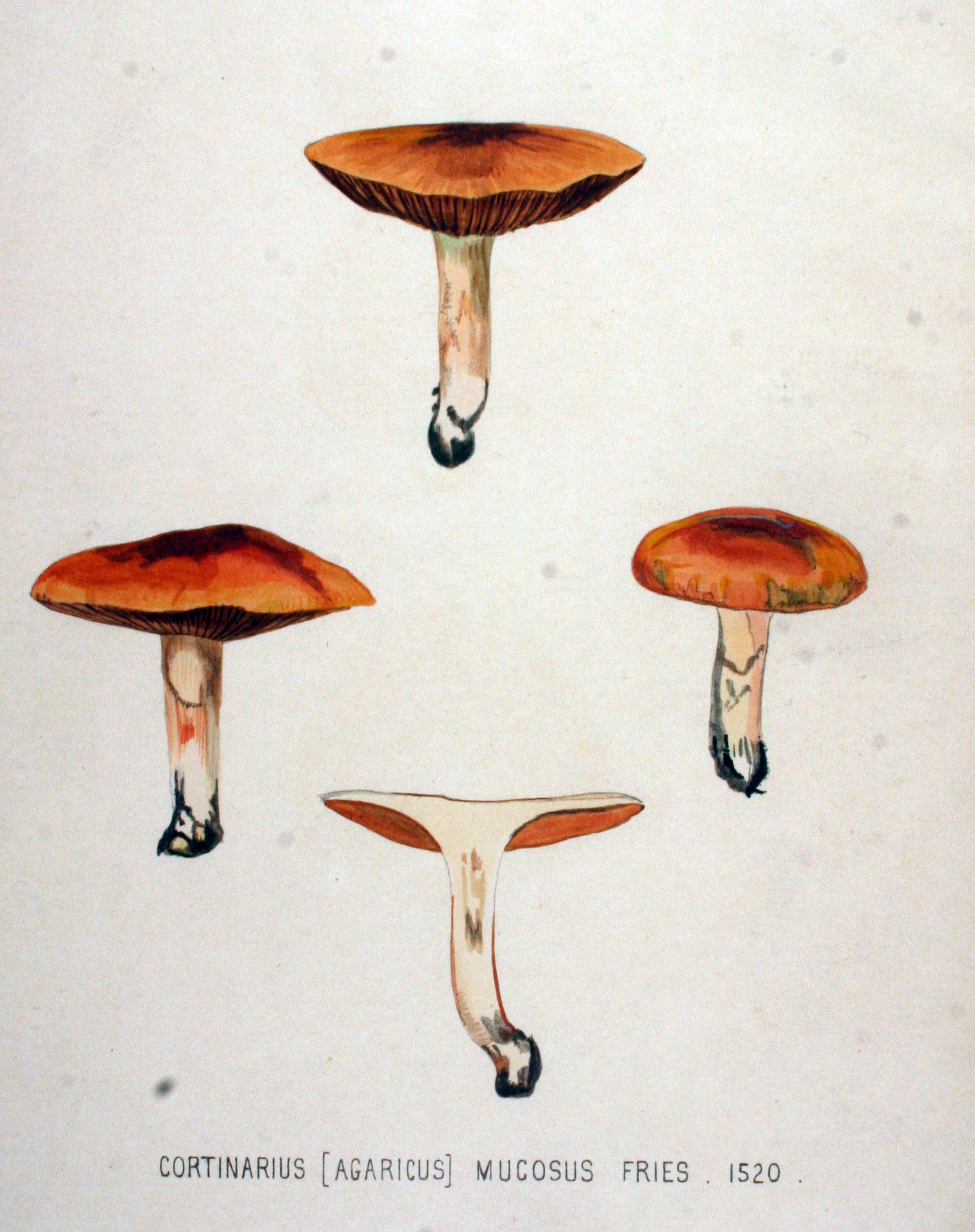
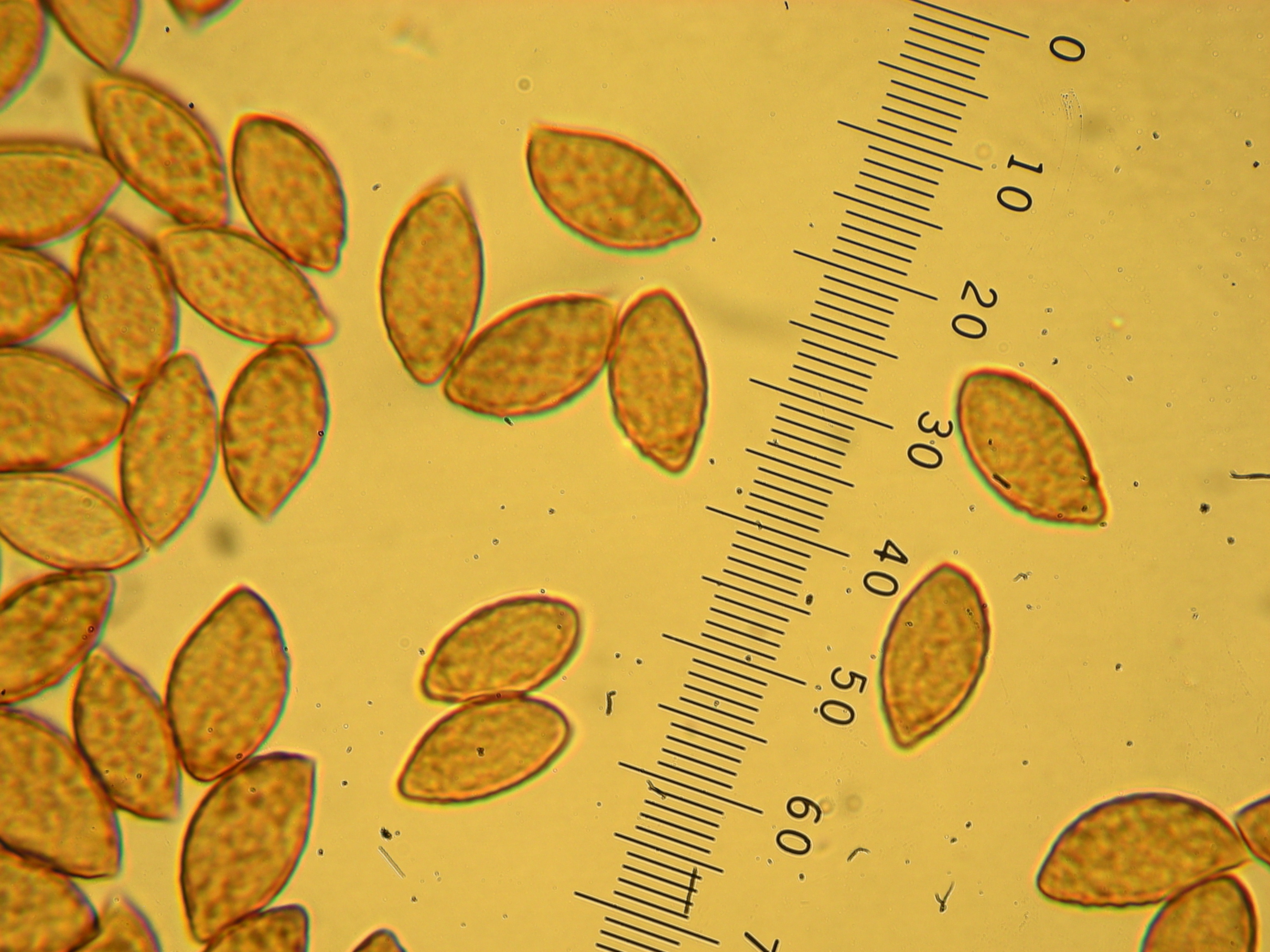

Ehető gomba.   